# Metrohm
 (août 2025).
L'article doit être relu — et modifié si nécessaire — par des contributeurs indépendants pour apporter un regard critique aux contributions effectuées en violation des conditions d'utilisation de Wikipédia, tant sur la forme (notamment concernant le style encyclopédique, la proportionnalité) que sur le fond (la neutralité de point de vue, la qualité et l'indépendance des sources).
(Politique pour les contributions rémunérées | Comprendre le dépubage | En discuter)

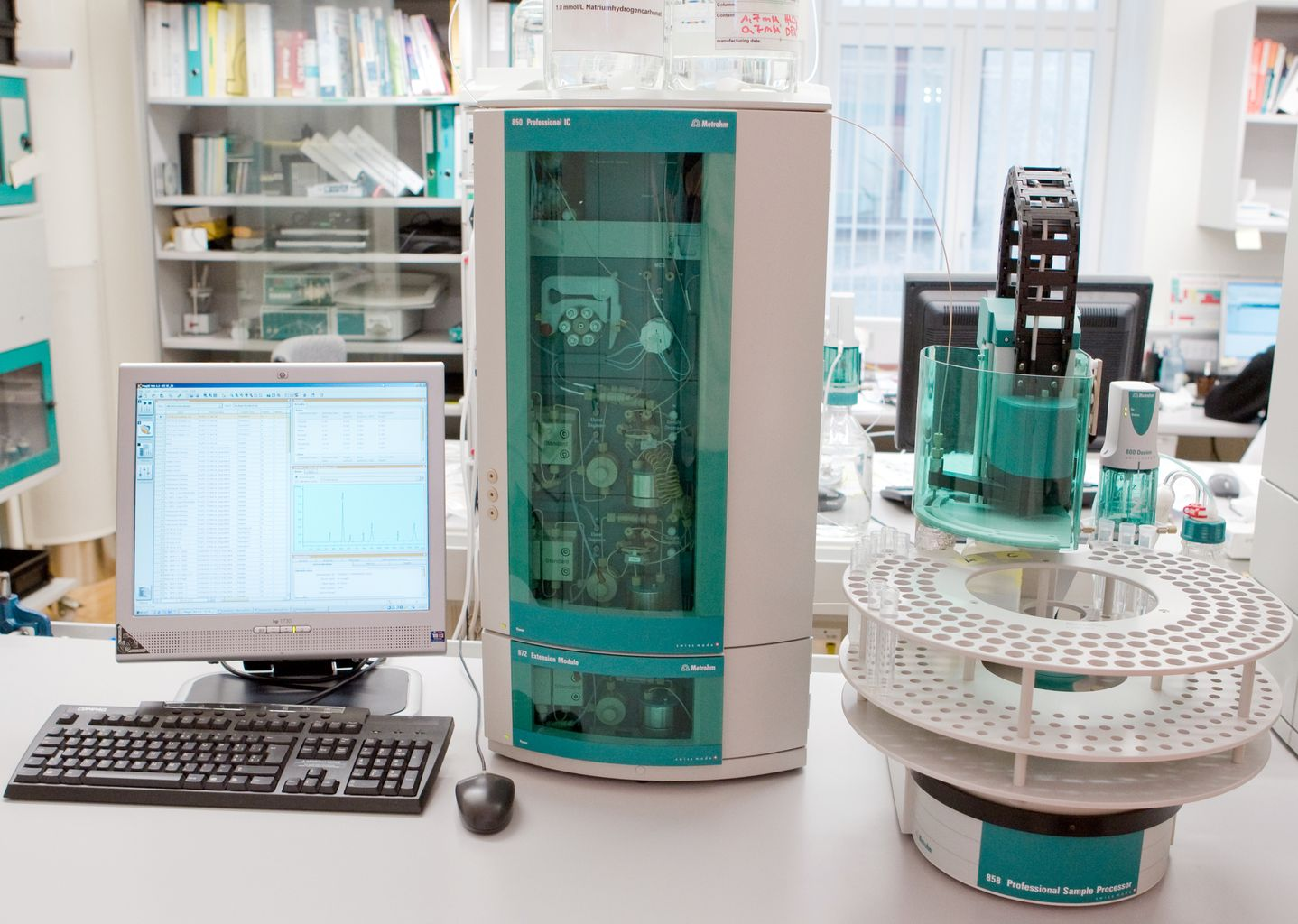
Une chromatographie ionique Metrohm.

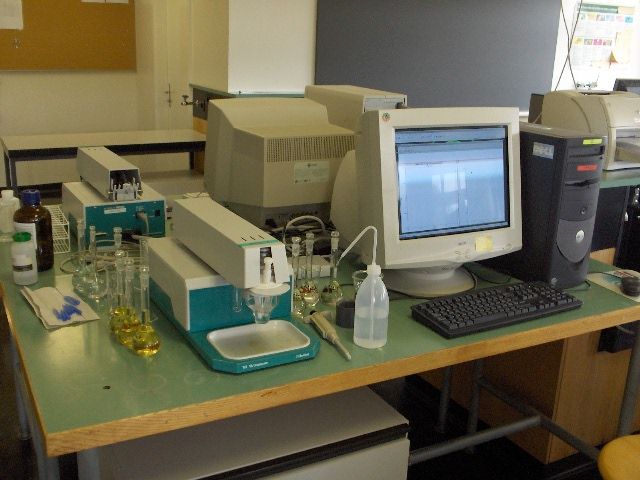
Une station de polarographie équipée du VA Computrace de Metrohm.

Metrohm AG est un fabricant d'instruments de précision pour l'analyse chimique, en particulier l'analyse des ions, actif sur le plan international. 
Le siège est basé à Herisau en Suisse. Metrohm est le principal fournisseur mondial d’instruments de titrage et l'un des deux plus grands pour les systèmes de chromatographie ionique. Outre le développement, la production, la vente  et la maintenance d'instruments d'analyses, la société développe des applications pour ses équipements, qui trouvent leurs utilisations dans diverses industries.
Metrohm emploie plus de 2 200 personnes, dont 450 travaillent sur le site de Herisau et générait en 2007 un chiffre d'affaires annuel d'environ 350 millions de francs suisses.[réf. nécessaire]

## Histoire
La société Metrohm a été fondée en 1943 à Herisau, par Bertold Suhner et Willi Studer. Au départ, elle produisait des instruments de mesure pour la technologie haute fréquence et les télécommunications. Les instruments de mesure de haute précision ainsi que les récepteurs radio ont été ajoutés plus tard à son portefeuille.[réf. nécessaire]
En 1947, Suhner et Studer se sont séparés. Le journaliste et auteur suisse Peter Holenstein décrit comment cela s'est passé dans son livre sur la vie du cofondateur Willi Studer : Die sprechenden Maschinen.
En juin 1947, Emil Haefely, fondateur de la société Emil Haefely & Cie AG, qui fut l'un des premiers clients de Metrohm, demande à Willi Studer, qu'il connaissait depuis de nombreuses années, de construire un prototype d’oscilloscope cathodique. Bertold Suhner s’oppose à ce projet pour Metrohm, craignant que le développement ne soit pas possible dans des délais raisonnables compte tenu des contraintes budgétaires. En effet, alors que le développement d’instruments plus simples dans le portefeuille de Metrohm n'avait jamais pris à Studer plus que quelques semaines, Studer n'avait toujours pas terminé le prototype après plusieurs mois à la fin novembre 1947. À ce stade, son collègue Suhner avait perdu tout espoir que le projet se termine avec succès. Une rupture entre les cofondateurs a suivi et a conduit Studer à quitter la société à la fin du mois de décembre 1947. À partir de ce moment, Suhner a dirigé l'entreprise seul. Studer a par la suite fondé sa propre société Willi Studer, connue aujourd’hui sous le nom de Studer et connue pour ses équipements audio.[réf. nécessaire]
En 1968, Bertold Suhner a démissionné de son poste de directeur exécutif de Metrohm et s’est engagé pour l'environnement. Il a même lutté pour des causes qui pouvaient éventuellement nuire à sa propre entreprise, ce qui a conduit à une période difficile pour les nouveaux directeurs Lorenz Kuhn et Hans Winzeler. En raison de son intransigeance sur les questions environnementales, il s’est séparé de ses amis et resta socialement isolé vers la fin de sa vie.
Depuis 1982, Metrohm AG est une filiale à part entière de la Fondation Metrohm, seul actionnaire de Metrohm AG. Le cofondateur de Metrohm, Bertold Suhner, a mis en place cette fondation pour assurer une indépendance et ainsi maintenir la capacité de prendre des décisions éclairées. La fondation est non seulement destinée à la gestion de Metrohm AG, mais aussi à des œuvres caritatives et culturelles. Par exemple, la Fondation Metrohm a équipé en 1999 le collège public de la ville suisse de Trogen d’un accès à Internet et de plus de cent postes de travail informatiques pour s'assurer que l'école puisse suivre les normes internationales en vigueur. Depuis 2014, elle a également doté l'université des Sciences Appliquées de Zurich  d’une chaire de professeur pour la recherche sur les nouveaux matériaux,.
Jusqu'en 2015, quarante filiales ont été créées. Pour la plupart, elles sont situées dans les pays industrialisés. Cependant, la recherche et le développement ainsi que la production restent sur le site de Herisau.[réf. nécessaire]
Metrohm AG a déménagé du centre-ville de Herisau en 2011 vers ses nouveaux locaux dans la zone industrielle Hölzli. Les nouveaux locaux ont été agrandis en 2015 pour répondre au nombre croissant d'employés.

## Gammes de produits
- les titreurs permettent l'exécution automatique d'analyses volumétriques. Cette méthode classique de chimie en solution reste la méthode de choix pour, entre autres, la détermination de la dureté de l'eau ou l'analyse de la teneur en eau dans les solvants organiques (méthode de Karl Fischer) ;
- la chromatographie ionique (CI). Cette méthode est utilisée pour déterminer les traces d'ions tels que sulfate, nitrate, nitrite, phosphate, chlorure, fluorure, etc. (anions). La CI permet également l’analyse des  cations (ions métalliques) bien que d'autres techniques, en particulier la spectroscopie atomique et la voltammétrie, soient également adaptées à leur détermination ;
- la polarographie ou, plus généralement, la voltammétrie (ou voltampérométrie) désigne les méthodes d'analyse électrochimique qui impliquent la mesure d'un courant en fonction d'un potentiel appliqué. Elle est utile pour la détermination de plusieurs métaux lourds importants dans les échantillons environnementaux et les denrées alimentaires. La voltampérométrie est également adaptée à la détermination de nombreux analytes organiques jusqu'au niveau de l'ultratrace ;
- la spectroscopie proche infrarouge et la spectroscopie Raman sont utilisées comme techniques d'analyse secondaire. Pour l'analyse primaire, l'une des techniques de mesure chimiques mentionnées ci-dessus est utilisée ou d'autres techniques de mesure physique. L'utilisation de la chimiométrie pour l'analyse des données est une partie essentielle de la spectroscopie NIR.